# 틈새의 신
틈새의 신(영어: God of the gaps)은 현대의 과학기술로 설명할 수 없는 부분, 즉 틈새에 신이 존재한다고 하는 견해다.
이 말은 일반적으로 과학이 아직 충분한 설명을 할 수 없는 문제를 신에 의한 것이라고 가정하는 경향을 직접적으로 비판하는 것이다.
틈새의 신이라는 단어는 과학이 자연현상을 설명할 수 있는 영역이 늘어나면서, 종교적인 설명이 서서히 후퇴하는 현상을 나타내는 것으로도 사용된다. 태양, 달, 별, 번개 등의 자연현상이 이전에는 신이 만들고 통제하는 영역에 속하는 것이라는 방식으로 종교적으로 설명되었다. 하지만 천문학, 기상학, 지질학, 우주론, 생물학 등의 영역에서의 관측과 그에 의한 과학적 설명이 가능해지면서, 자연현상에 대한 초자연적인 설명은 점차적으로 사라졌다.

## 기원
이 말을 처음 사용된 것은 19세기의 전도사인 헨리 드러먼드의 The Ascent of Man(1894년)에서였다. 그는 자신의 저서에서 과학이 설명할 수 없는 것들을 gaps which they will fill up with God(틈새는 신에 의해 채워질 것이다)라고 표현하면서 기독교도들을 훈계하며, 모든 자연현상은 내재적인 신의 업적이라고 여기는 것을 권했다. “이것은 진화하는 신이며, 오래된 신학에서의 신처럼 때때로 기적을 보여주는 신보다 훨씬 고상하다.”
20세기에 디트리히 본회퍼가 제2차 세계 대전 중 나치에 의해 수감되어있을 때 쓴 편지에 비슷한 말이 있다. 이 편지가 훗날 공개되었다. 본회퍼는 “…우리의 인식의 불완전함 때문에 신을 틈새를 메우는데 사용하는 것이 얼마나 잘못인가? 지식의 경계가 점점 넓어지면(그리고 실제로 그렇게 되어있을 것이지만) 신은 거기에 밀려 지속적으로 후퇴하고 있는 것이다. 우리는 미지의 것이 아니라 알려진 것 중에서 신을 발견하게 될 것이다.”라고 썼다.
이론화학자 찰스 코울슨은 1955년에 자신의 저서인 Science and Christian Belief에서 이러한 말을 사용하여 관심을 모았다. 그는 “과학이 설명할 수 없는 부분을 채울 “틈새의 신” 따위는 존재하지 않는다. 왜냐하면 이러한 틈새는 근본적으로 좁혀지는 것을 막을 수 없기 때문이다.”라고 썼다.
리처드 H. 뷰브는 1971년의 저서와 1978년의 논문에서 이 말을 사용했다. 특히 Man Come Of Age: Bonhoeffer’s Response To The God-Of-The-Gaps(1971)에서 이 개념을 상세히 검토했다. 그는 과학의 발전이 가차없이 틈새의 신의 위치를 좁히는 것이 현대 신앙의 위기의 원인 중 하나라고 했다. 인류의 자연에 대한 이해가 깊어짐에 따라 그때까지 종교나 신의 영역으로 간주되던 부분이 점점 좁아졌다. 그는 찰스 다윈의 《종의 기원》이 틈새의 신에 대한 조문의 종이었다고 말했다. 또한 그는 틈새의 신은 성경의 신과는 다른 것이라고 말한다. 즉, 그는 신의 존재를 논증하는 것이 아니라, 현대의 지식의 틈새에 신이 존재한다는 인식의 근본적인 문제를 지적한 것이다.

## 논증의 종류를 가리키는 용법
틈새의 신 논법은 무지에의 호소의 일종으로, 과학적으로 설명할 수 없는 현상을 신의 존재의 증거로 사용하는 논증이다. 일반적으로 다음과 같은 형식으로 환원된다.
자연계의 현상을 이해하려고 할 때, 설명할 수 없는 틈이 존재한다.
따라서 그 원인은 초자연적인 것이다.
예를 들면, 생명과학분야에서 지금도 존재하는 틈새를 신의 존재의 증거로 삼는 예로, “현대 과학은 생명의 기원을 정확하게 설명할 수 없기 때문에, 그것은 신이 개입한 것이 틀림없다.”는 것이 있다. 지적 설계의 신봉자들은 이러한 논증을 하고 있다는 비판을 받는다.
틈새의 신 논법에 대해 신학자들은 신을 과학에 의해 설명되지 않고 남겨진 부분으로 추방하는 효과가 있다고 한다. 즉, 과학적 지식이 증가함에 따라 신의 영역은 줄어든다.

## 비판
틈새의 신이라는 견해는 신을 왜소화하여 신의 활동을 틈새로 제한한다는 비판을 받고있다. 또한 그 전제로 과학적으로 설명할 수 있는 사건은 신과 무관하다는 생각, 다시 말하자면, 신이 직접적으로 아무것도 하지 않을 경우에 신은 아무것도 하지 않고 있다는 생각이 깔려있다는 점도 지적되고있다.
또한 신이 세상을 만든 것이라면 과학은 그 원리를 해명할 수 없을 것이라는 전제가 있다는 점도 비판받고 있다.

## 같이 보기
- 이신론
- 데우스 엑스 마키나
- 시계공 유추